# 柳州城市职业学院
柳州城市职业学院是中华人民共和国广西壮族自治区柳州市的一所全日制职业大学。

## 历史沿革
前身为始建于1940年的柳庆师范，1952年改称柳州师范学校，2002年柳州市鹧鸪江中学并入。2005年12月通过广西高校设置专家评议组评估，于2006年2月经广西高校设置委员会同意在柳州师范学校的基础上成立柳州城市职业学院，2007年柳州市广播电视大学、柳州工业贸易职业技术学校、柳州市第三中等职业技术学校并入，组成新的柳州城市职业学院。

## 学院现状
现有全日制在校生8130人，函授、远程教育在校生4117人，在职教职工近600人。设有公共基础部、信息工程系、经济贸易系、艺术与传媒系、外语与旅游系、机电工程系和成人教育学院等七个教学系部，开办有计算机网络技术、市场营销、连锁经营与管理、房地产估价与经营、投资理财、采购供应管理、物业管理、汽车服务与管理、建筑装饰工程技术、传媒策划与管理、人物形象设计、动漫设计与制作、酒店管理、应用泰国语、涉外旅游、制冷与冷藏技术等36个专业。